# Canal de Nahrawan

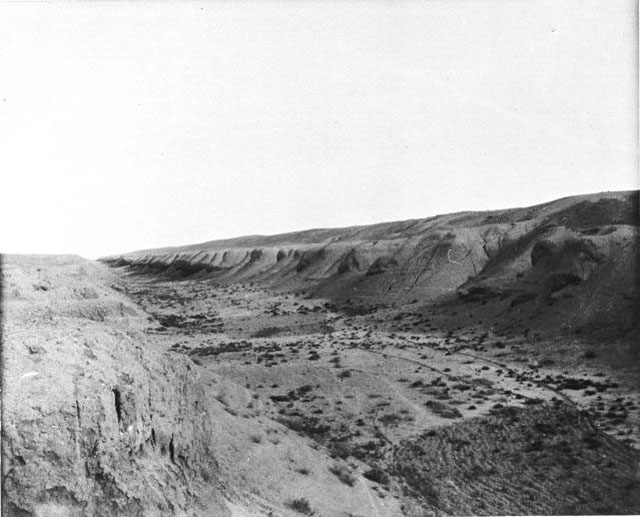
Lecho seco del Canal de Nahrawan, cerca de Samarra fotografiado por Gertrude Bell en 1909.

El Canal de Nahrawan o Canal de Naraván (en árabe النهروان; transliterado: Nahrawan) fue un importante sistema de irrigación de los períodos sasánida e islámico temprano en el centro de Irak, a lo largo de la orilla oriental del Tigris y el curso inferior del río Diala. Creado en el siglo VI, alcanzó su mejor época bajo el califato abasí, cuando sirvió de suministro principal de agua a la capital abasí de Bagdad, dando lugar a que las regiones regadas por él, sirvieron como granero de la ciudad. Su destrucción y  abandono progresivo desde mediados del siglo X fue un espejo de la caída del califato abasí.

## Historia

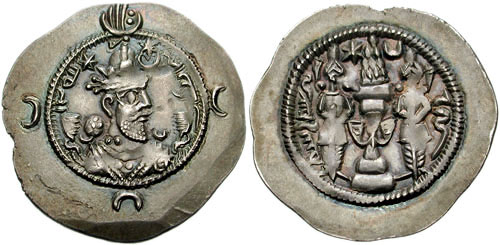
Dracma sasánida de Cosroes I.

Las primeras obras de irrigación a lo largo del río Diala se llevaron a cabo en el período durante el período parto. De hecho, puede ser que la parte baja del canal fuera originalmente la parte baja del Diala. El canal a gran escala de la época medieval temprana fue creado durante el reinado del sasánida Cosroes I (r. 531-579), que lo estableció también como un distrito administrativo separado llamado 'Bazijão de Cosroes' (Bazidjan Jusraw). Posiblemente se estableciera allí una ceca.
A comienzos de la época islámica, la ciudad de Jisr al-Nahrawan, situada en el centro del canal, fue el escenario de una célebre batalla el 17 de julio de 658 entre el califa bien guiado Alí (r. 656-661) y los jariyitas de Abdallah ibn Wahb.
Bajo los primeros califas, y especialmente bajo los abasíes que hicieron de la cercana Bagdad su capital, la red de canales fue reparada y ampliada, hasta alcanzar su máximo en el siglo IX y comienzos del siglo X. En tiempos de los abasíes, la región fue dividida en tres distritos tributarios, Nahrawan Superior, Medio e Inferior.
El canal fue desmoronado en 937-938, durante la revuelta de Bajqam contra Ibn Ra'iq. Éste trató de impedir el avance de Bajqam desde Wasit a Bagdad inundando la zona. Esta decisión apenas bloqueó a Bajqam pero destruyó la agricultura local, hasta ahora el granero de la capital califal. Como escribe Hugh N. Kennedy, 'La destrucción del canal de Nahrawan fue, simplemente, el ejemplo más dramático de un fenómeno generalizado en ese período y fue simbólica del final del poder abasí, así como la catástrofe de la presa de Marib puso punto final a la prosperidad del sur de la Arabia preislámica'.
El Nahrawan inferior y medio fueron abandonados por completo durante casi 14 años, hasta que los buyíes bajo Mu'izz al-Dawla (r. 945–967) restauraron el canal. Sin embargo, la red de canales siguió disminuyendo a partir de entonces. Todavía en 1140, el gobernador selyúcida Bihruz intentó restaurarlos, pero según el erudito del siglo XIII Yaqut al-Hamawi, las luchas internas entre los selyúcidas, una vez más, significaron el abandono del canal, y su uso como un camino para sus tropas aumentaron la destrucción de la red. En la época de Yaqut, la red de canales se había sedimentado en gran medida y se abandonó la campiña que dependía de ellos.

## Descripción

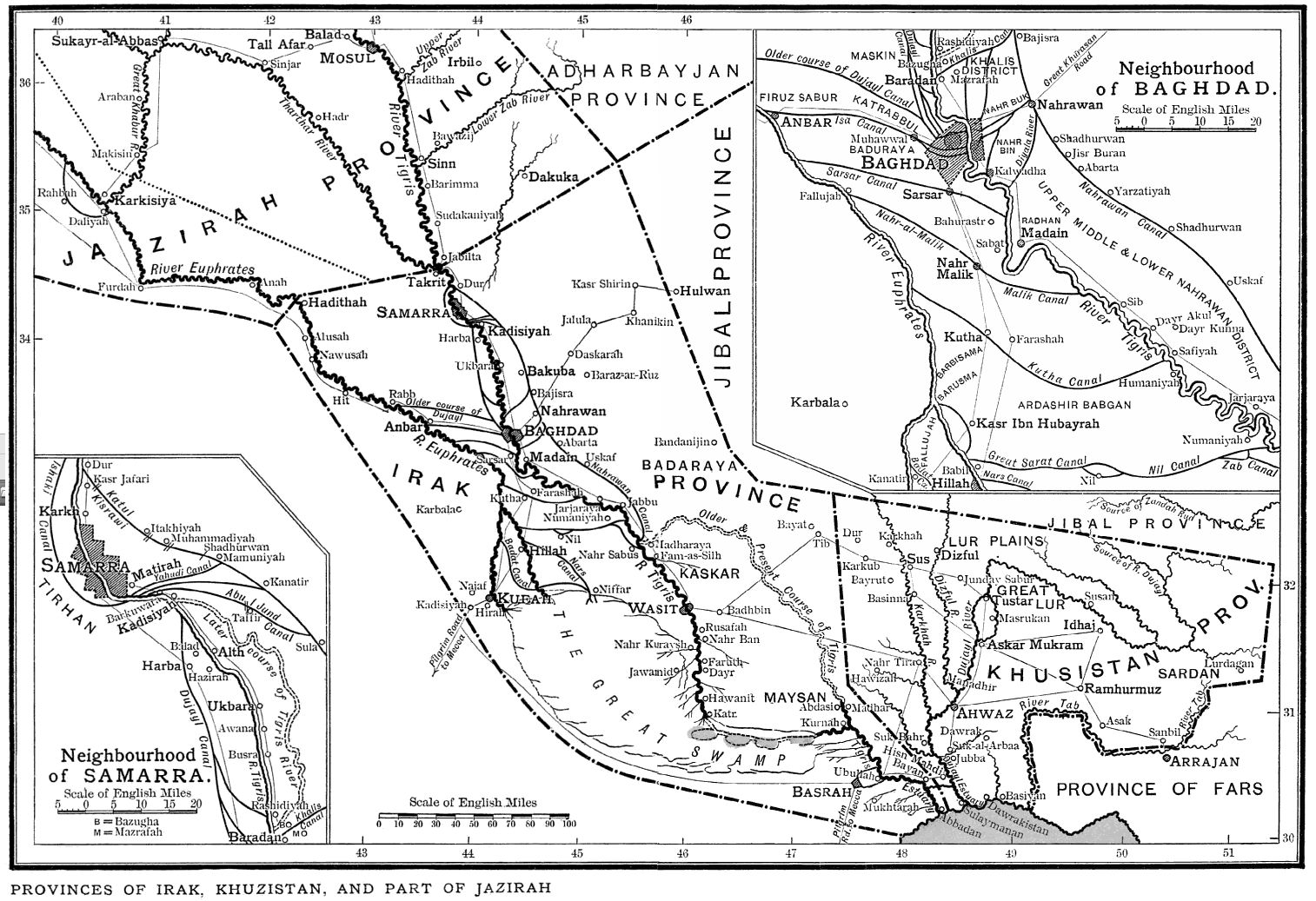
Mapa del período abásida, con el canal de Nahrawan señalado.

En la época islámica, el canal principal estaba dividido en tres secciones, descritas en detalle por el geógrafo del siglo XIII Yaqut al-Hamawi, en su Diccionario de países (Mu'yam Al-Buldan). La alimentación inicial del canal drenaba el agua del Tigris en Dur al-Arabaya, cerca de Samarra, y lo llevaba al Diala en Baquba (Ba'quba) y era llamado  al-katul al-Kisrawi ('El corte de Cosroes'). Durante su curso, se le unían tres canales más pequeños desde el Tigris, el Yahudi ('de los judíos'), el al-Ma'muni, llamado así en honor del califa al-Ma'mun (r. 813-833), y el más grande, el Abu'l-Jund ('guerrero del arco'), construido bajo Harun al-Rashid (r. 786–809).
A unos 20 km al sur de la unión con el canal Abu 'l-Jund estaba la ciudad de Salwa o Bab Salwa (Basalwa), y un poco más allá, la ciudad de Baquba, la capital del distrito de Nahrawan Superior, a unos 50 km al nornoreste de Bagdad. Desde allí, el canal principal, ahora conocido como el Tamarra, giraba hacia el sur a las ciudades de Bajisra (originalmente Bayt al-Jisr, 'casa-puente') y, por último Jisr al-Nahrawan, desde donde era conocido como propiamente, el Nahrawan. Desde Bajisra, un canal, el Nahr al-Jalis, conectaba al canal principal con el Tigris en Baradan y suministraba el agua a los suburbios del este de Bagdad, mientras que otro, el Nahr Bin, conectaba Jisr al-Nahrawan con Kalwadha al sur de Bagdad. 
Justo al sur de Jisr al-Nahrawan había otro canal, el canal de Diala (el curso actual  del río homónimo), que se unía al Tigris unos 5 km al sur de Bagdad. El propio Jisr al-Nahrawan era un lugar rico, puesto que la ruta de Jorasán que conectaba Bagdad con Asia Central cruzaba el canal. Han sobrevivido descripciones que registran que se extendió a ambos lados del canal, cada lado con sus propias mezquitas, mercados y albergues para viajeros y peregrinos. Fue abandonado en el siglo XIV, pues la ruta de Jorasán fue desviada hacia el norte, a través de Ba'quba.
Abajo de Jisr al-Nahrawan una presa o vertedero hidráulico sasánida (Shadhurwan), seguía por las ciudades de Jisr Buran/Puran (llamada así en honor de la esposa de Ma'mun), Iarzátia (Yarzatiya), otra represa llamada Abarta, y la ciudad de Iskaf Bani Junayd dividida por el canal en dos ciudades, Superior e Inferior. Desde Iskaf, el canal seguía otros 100 km en medio de un paisaje fuertemente agrícola para unirse al Tigris en Madaraia (Madharaya), cerca de la moderna Kut.